# James Fergason
James L. Fergason (Wakenda, 12 de janeiro de 1934 — 9 de dezembro de 2008) foi um inventor estadunidense.